# Achim Feifel
Achim-Matthias Feifel (* 3. August 1964 in Schwäbisch Gmünd) ist ein deutscher Fußballtrainer.

## Werdegang
Feifel war als Spieler in den Vereinen SG Bettringen, 1. FC Normannia Gmünd, TSB Schwäbisch Gmünd und zuletzt beim Oberligisten FC Tailfingen aktiv. Nach seiner aktiven Laufbahn trainierte er mehrere Mannschaften im mittleren Amateurbereich. Seine Stationen hießen 1. FC Normannia Gmünd, SV Magstadt, TSV Dagersheim, FC Victoria Gmünd und TSGV Waldstetten.
Später wechselte er zum Württembergischen Fußballverband und wurde erst Assistenztrainer der männlichen U-17-Auswahl. Dann übernahm er die weibliche U-18, mit der er den Länderpokal gewann. Von 2005 bis 2012 trainierte er die Frauenmannschaft des Hamburger SV, die er in seiner ersten Saison auf den fünften Platz führte. Am 14. September 2012 wechselte als Cheftrainer zum russischen Meister FK Rossijanka. Er wurde am 14. Juli 2014 Co-Trainer von Bernd Schröder beim 1. FFC Turbine Potsdam. Im Oktober 2015 kehrte Feifel zum HSV zurück: Dort übernahm er die U-16 vom zuvor beurlaubten Rodolfo Cardoso. Von 2019 bis 2022 war er Cheftrainer der Frauen-Mannschaft von Bayer Leverkusen. Anschließend übernahm er dort den Posten des Sportlichen Leiters.
Feifel ist hauptberuflich Diplom-Sportlehrer und ist Inhaber der DFB-Fußballlehrerlizenz.